# Groep G
Groep G, bij oprichting Algemene Sabotagegroep van België genoemd en ook bekend als Groep Gérard (Frans: Groupe général de sabotage of Groupe G), was een Belgische verzetsgroep tijdens de Tweede Wereldoorlog. Deze werd opgericht in 1941 en de verzetsleden waren vooral actief op het gebied van sabotage.

## Geschiedenis

### Organisatie
De groep werd begonnen door enkele voormalige studenten van de Universiteit van Brussel, te weten Jean Burgers (schuilnaam Fernand Gérard), Robert Leclerq, Richard Altenhoff, Hélène Burgers-Leva en Henri Neuman. Groep G bestond aanvankelijk dan ook overwegend uit studenten, hoewel later ook andere maatschappelijke groepen vertegenwoordigd werden. In Antwerpen bijvoorbeeld speelden priesters een belangrijke rol.
Leclercq was verantwoordelijk voor de inlichtingendienst, Altenhoff voor het materiaal en Burgers, afgestudeerd ingenieur, voor het algemeen leiderschap. Na de arrestatie (en daarna ook fusillade) van Altenhoff in juli 1943 nam René Ewalenko diens taak over. Toen Burgers op 18 maart 1944 werd opgepakt (en datzelfde jaar in Buchenwald werd geëxecuteerd door ophanging), kreeg Leclerq de rol van coördinator erbij.
In de eerste periode was de groep op lokaal niveau actief, maar door de komst van SOE-agent André Wendelen (schuilnaam 'Mandamus') op 26 januari 1942 werden de activiteiten meer en meer nationaal. De Belgische agent was in België geland met als missie contact op te nemen met een sabotagegroep en vervolgens de verzetsacties efficiënter te maken. Wendelen kwam uit bij de leden van de Algemene Sabotagegroep van België, zijn vroegere medestudenten die hij in december 1941 reeds had opgeroepen tot verzet via de BBC. Na zijn komst had de verzetsgroep de naam 'Groep G' en hielden de leden contact met de SOE.

### Verzetsacties
De sabotage-acties van Groep G kenmerkten zich door een zorgvuldige voorbereiding en wetenschappelijke aanpak. Bij belangrijke acties werd advies gevraagd aan hoogleraren van de ULB, zoals Paul de Groote. Hierdoor was het de effectiefste sabotagegroep in België. Na de geallieerde invasie van Normandië werd Groep G door de geallieerden ingezet, meestal samen met andere groepen. Groep G hield zich met name bezig met anti-destructie.

#### Belangrijkste verzetsdaden
- Bij een actie in 1943 werden sluizen op de kanalen van Aat en Klabbeek vernield, waardoor de scheepvaart in die omgeving meerdere maanden plat lag.
- In de nacht van 15 op 16 januari 1944 veroorzaakten Groep G-leden 'La Grande Coupure'[1]: een groot deel van het Belgische hoogspanningsnet werd uitgeschakeld. Hierdoor werd zowel aan de Belgische industrie als aan het Duitse bedrijfsleven[2] schade berokkend. Dit kostte de bezetter naar schatting tienduizend uur werk.
- Tussen juni en september 1944 vernielden de verzetsleden onder meer 95 spoorbruggen, 285 locomotieven, 1.365 voertuigen en 17 spoorwegtunnels.

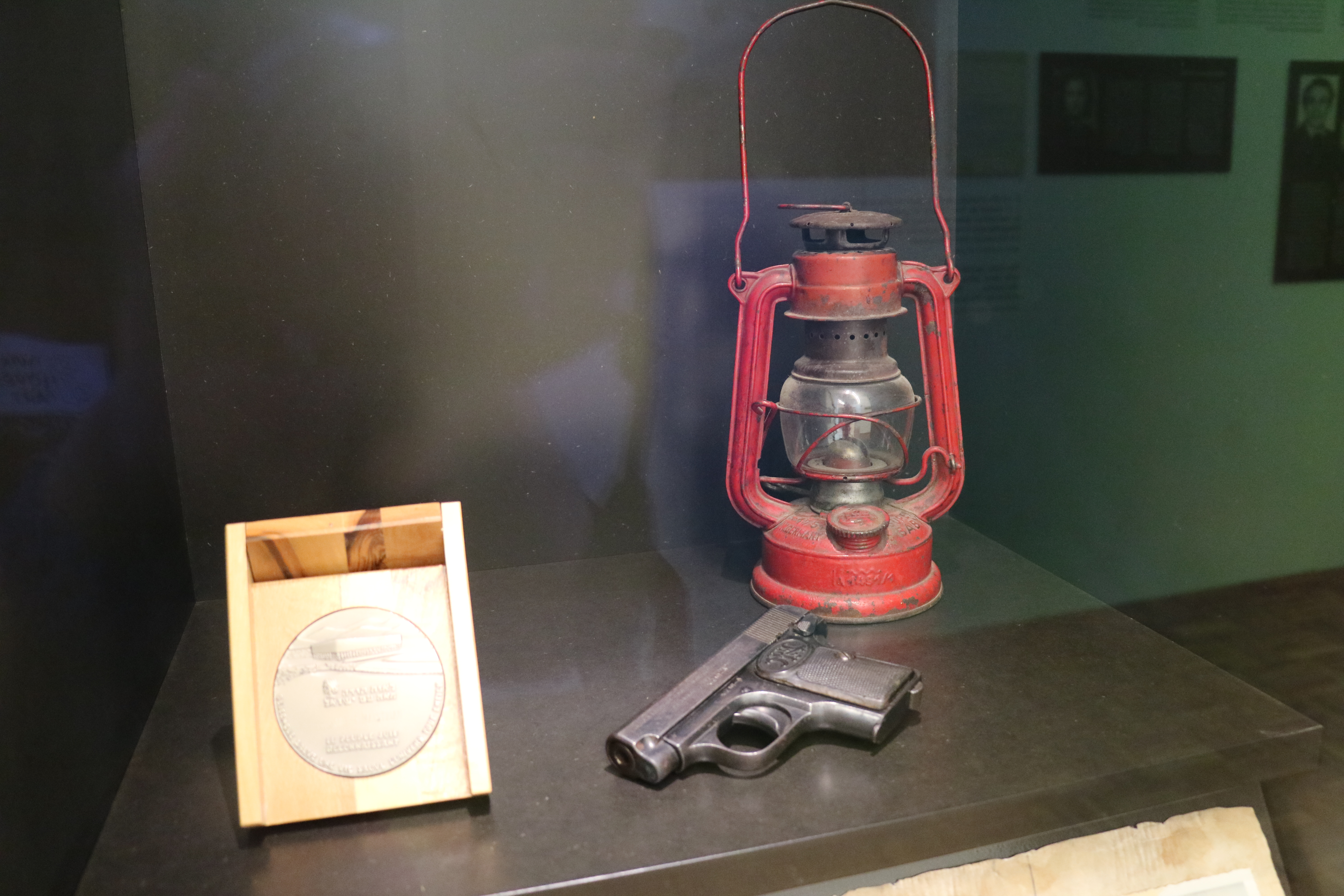
De revolver en de lantaarn die bij de overval gebruikt zijn.

#### Overval op het Twintigste treinkonvooi
Op 19 april 1943 werd door enkele leden van Groep G, namelijk Youra Livchitz (Georges Livchitz), Robert Maistriau en Jean Franklemon een overval uitgevoerd op een Jodentransport. Dit was de grootste en bijna enige bevrijdingsactie van deze soort die in de Tweede Wereldoorlog plaatsvond. In totaal ontsnapten 231 gevangenen, van wie 115 de vlucht ook daadwerkelijk overleefden. Het door Livchitz gebruikte wapen was hem door Altenhoff gegeven.

### Na de oorlog
Van de in totaal ruim vierduizend verzetsleden kwamen circa duizend om tijdens de oorlog. Waar andere verzetsgroepen in de openbaarheid bleven, trok Groep G zich terug uit alle publiciteit.